# Kendal (Astanajapura)
Kendal is een bestuurslaag in het regentschap Cirebon van de provincie West-Java, Indonesië. Kendal telt 4275 inwoners (volkstelling 2010).